# Мандреко Сергій Володимирович
Сергій Володимирович Мандреко (рос. Сергей Владимирович Мандреко, 1 серпня 1971, Курган-Тюбе — 8 березня 2022) — радянський, а згодом таджицький і російський футболіст, що грав на позиції півзахисника. По завершенні ігрової кар'єри — тренер.
Виступав, зокрема, за клуби «Рапід» (Відень) та «Герта», а також національні збірні СНД, Таджикистану і Росії.
Чемпіон Австрії. Володар Кубка Австрії.

## Клубна кар'єра
У дорослому футболі дебютував 1988 року виступами за команду клубу «Вахш» з рідного Курган-Тюбе, в якій провів два сезони, взявши участь у 51 матчі чемпіонату.
Протягом 1990—1992 років захищав кольори головної команди Таджицької РСР, «СКА-Памір».
Своєю грою насамперед на рівні збірних привернув увагу представників тренерського штабу австрійського клубу «Рапід» (Відень), до складу якого приєднався 1992 року. Відіграв за віденську команду наступні п'ять сезонів своєї ігрової кар'єри. Більшість часу, проведеного у складі віденського «Рапіда», був основним гравцем команди. За цей час виборов титул чемпіона Австрії.
1997 року уклав контракт з берлінською «Гертою», у складі якої провів наступні чотири роки своєї кар'єри гравця.
Згодом з 2000 по 2003 рік продовжив виступи у Німеччині, вже граючи за «Бохум».
Завершував кар'єру в Австрії, спочатку граючи за «Маттерсбург», а протягом 2005—2006 років — за «Парндорф».

## Виступи за збірні
З 1989 до 1991 року залучався до складу молодіжної збірної СРСР, з якою ставав бронзовим призером молодіжного ЧС-1991.
Після розпаду СРСР залучався до лав збірної СНД, за яку 1992 року провів 4 матчі. Того ж року взяв участь в одній грі за збірну Таджикистану.
Згодом прийняв російське громадянство і 1994 року залучався до молодіжної збірної Росії та провів одну гру за її національну збірну.

## Кар'єра тренера
Завершивши ігрову кар'єру, залишився в Австрії, де став працювати тренером у нижчолігових місцевих командах.
Протягом 2008–2009 років також працював у Росії, де був асистентом свого колишнього партнера по «СКА-Паміру» Рашида Рахімова у тренерському штабі московського «Локомотива».

## Титули і досягнення
- Чемпіон Австрії (1):

«Рапід» (Відень): 1995-1996
- Володар Кубка Австрії (1):

«Рапід» (Відень): 1994-1995
- Чемпіон Європи (U-18): 1990